# 코요테 복제
코요테 복제는 황우석 연구팀이 2011년 세계최초로 성공했다.
황우석 박사 연구팀(수암생명공학연구원)과 경기도가 최근 “멸종위기에 있는 코요테의 복제에 성공했으며 이는 개의 난자를 이용한 이종간 복제로 세계 최초”라고 밝혔다.
2004년 스너피 복제의 성공률은 0.02%였으나 2011년 코요태 복제연구에서 50%로 향상시켰다. 2013년 미국의 인간 배아줄기세포 복제에서도 50% 성공률을 달성했다.
코요테 복제는 2012년 1월 2일 러시아 NTV의 세계 10대 뉴스로 선정되었다.
세계 2번째 이종간 복제로, 황우석 박사는 맘모스 복제를 연구중이다. 언론에 맘모스의 살아있는 체세포 핵을 공개하였다. 코끼리의 난자를 이용해 복제할 것이라고 한다. 이미 2006년 이전에 맘모스 복제를 시도했었다.
2007년 김우식 부총리 겸 과학기술부 장관은 “다른 동물도 복제실험이 진행되고 있으며, 이는 우리나라에만 있는 연구 결과라고 보고받았다”고 말했다.